# Aleksandr Aleksiejew (bokser)
Aleksandr Wiaczesławowicz Aleksiejew (ros. Алекса́ндр Вячесла́вович Алексе́ев; ur. 30 kwietnia 1981 w Taszkent) – rosyjski bokser, trzykrotny mistrz Rosji, mistrz Europy (2004) i świata (2005) w boksie amatorskim w wadze ciężkiej. Od 2006 roku pięściarz zawodowy wagi junior ciężkiej.

## Sportowa kariera

### Boks amatorski
W 1999 roku, będąc juniorskim mistrzem Rosji, został w Rijece również mistrzem Europy juniorów w kategorii półciężkiej (81 kg). Podczas seniorskiej kariery walczył w wadze ciężkiej (91 kg). W 2001 roku zajął 1. miejsce w rozgrywanym w Warszawie turnieju Turnieju Feliksa Stamma. Rok później zdobył swoje pierwsze mistrzostwo Rosji oraz złoty medal na mistrzostwach CISM.
W 2003 roku ponownie został mistrzem Rosji i reprezentował kraj na mistrzostwach świata w Bangkoku, podczas których zdobył srebrny medal, ulegając jedynie na punkty Odlanierowi Solísowi (15:18).
W lutym 2004 roku został w Puli mistrzem Europy, pokonując w finale Wiktara Zujeua. Dzięki temu zakwalifikował się na sierpniowe igrzyska olimpijskie w Atenach. Już w pierwszej rundzie trafił jednak na Solísa, z którym ponownie nieznacznie przegrał (21:24) i odpadł z turnieju.
Swój trzeci tytuł mistrza Rosji zdobył w 2005 roku. W tym samym roku odniósł swój życiowy sukces, zostając w chińskim Myanyang mistrzem świata w wadze ciężkiej (przed turniejem Solís przeszedł do wagi superciężkiej).

### Boks zawodowy
Po mistrzostwach przeszedł na zawodowstwo. Podpisał kontrakt z niemiecką grupą promotorską Universum i wyjechał do Niemiec, aby trenować pod kierunkiem Fritza Sdunka. Pierwszą zawodową walkę stoczył w styczniu 2006 roku w Monachium. W ciągu 3 lat wygrał 16 pojedynków z rzędu, zdobywając interkontynentalne mistrzostwo WBO w wadze juniorciężkiej.
17 stycznia 2009 roku zmierzył się w Düsseldorfie z zawodowym mistrzem Ameryki Południowej, Victorem Emilio Ramirezem (13-1-0). Stawką walki było tymczasowe mistrzostwo świata WBO w wadze juniorciężkiej. Mimo że Rosjanin był zdecydowanym faworytem i kontrolował przebieg konfrontacji w pierwszych rundach, od ósmej Argentyńczyk zaczął przejmować inicjatywę, spychając rywala do defensywy. Po zakończeniu dziewiątej rundy, w końcówce której Aleksiejew był bliski nokdaunu, narożnik Rosjanina poddał walkę.
Po porażce z Ramirezem stoczył w 2009 roku jeszcze trzy pojedynki − wszystkie wygrane. 17 lipca 2010 roku walczył w Schwerinie z rodakiem Dienisem Lebiediewem (20-0-0) o prawo zmierzenia się z Marco Huckiem, mistrzem świata WBO. Aleksiejew poniósł drugą porażkę w zawodowej karierze − Lebiediew znokautował go lewym sierpowym w drugiej rundzie.
W 2011 roku wygrał trzy walki przed czasem, a następnie otrzymał ofertę zmierzenia się z Enadem Liciną (21-3-0) o mistrzostwo Europy EBU. 4 lutego 2012 roku zdobył ten tytuł, pokonując Serba we Frankfurcie przez jednogłośną decyzję.
23 listopada 2013 w Stechert Arena w Bambergu, zmierzył się z mistrzem świata IBF Kubańczykiem Yoanem Pablo Hernándezem. Po dobrej walce o mistrzowski pas, Rosjanin przegrał przez nokaut  w 10. rundzie.